# Tococa leticiana
Tococa leticiana är en tvåhjärtbladig växtart som beskrevs av Michelangeli. Tococa leticiana ingår i släktet Tococa och familjen Melastomataceae. Inga underarter finns listade i Catalogue of Life.